# کوه اسپک
کوه اسپک (به لاتین: Mount Speke) یک کوه در اوگاندا است که در استان غربی، اوگاندا واقع شده‌است. کوه اسپک ۴٬۸۹۰ متر بالاتر از سطح دریا واقع شده‌است.